# Sestrorezk
Sestrorezk (russisch Сестрорецк, finnisch Siestarjoki, schwedisch Systerbäck) ist eine Stadt an der Mündung des Flusses Sestra in den Finnischen Meerbusen, etwa 35 Kilometer nordwestlich des Stadtzentrums von Sankt Petersburg. Sie gehört verwaltungstechnisch zum Rajon Kurort der Stadt Sankt Petersburg und hat 37.248 Einwohner (Stand 14. Oktober 2010).

## Geschichte
Eine schwedische Ortschaft an der Stelle des heutigen Sestrorezk wurde bereits 1643 erstmals erwähnt. 1714 wurde hier durch Zar Peter den Großen eine neue Siedlung gegründet, die später den Namen Sestrorezk nach dem Fluss Sestra (Sestrorezk = wörtlich „Stadt am Fluss Sestra“) erhielt. 1724 wurde dort unter Leitung von Georg Wilhelm Henning eine Waffenfabrik erbaut, die im 19. Jahrhundert einer der führenden Rüstungshersteller im Russischen Reich war.
Mitte des 19. Jahrhunderts diente Sestrorezk als Militärstützpunkt, so während des Krimkrieges. Ab dem späten 19. Jahrhundert entwickelte sich die nähere Umgebung von Sestrorezk aufgrund ihrer landschaftlich reizvollen Lage zwischen dem Finnischen Meerbusen und ausgedehnten Nadelwäldern zu einem beliebten Datschen- und Naherholungsvorort.
Auf der Pferdetram entlang der Strandpromenade experimentierte Fjodor Pirozki 1875 auf einer Streckenlänge von einem Kilometer mit elektrischen Antrieb im Schienenverkehr.
Am 16. Juni 1925 erhielt Sestrorezk Stadtrechte, bei gleichzeitiger Eingemeindung mehrerer umliegender Ortschaften. Ab der Bildung der Oblast Leningrad am 1. August 1927 war die Stadt direkt deren Leningrader Okrug unterstellt. Mit der Abschaffung der Okrugeinteilung der Oblaste kam Sestrorezk am 19. August 1930 zum neugebildeten Prigorodny rajon („Vorstadtrajon“) der Oblast Leningrad. Am 16. August 1936 wurde der Rajon wieder aufgelöst, und Sestrorezk – wie Schlüsselburg als weitere Stadt des Rajons – der Oblastverwaltung direkt unterstellt.
Im Zweiten Weltkrieg wurde die Stadt während der Leningrader Blockade von der Roten Armee gehalten, aber die Frontlinie zu den finnischen Truppen verlief von September 1941 bis Juni 1944 unmittelbar nördlich.
Nach Kriegsende wurde Sestrorezk am 22. Oktober 1946 als Zentrum eines neu gebildeten Sestrorezki rajon aus der Oblast herausgelöst und der Verwaltung durch den Leningrader Stadtsowjet unterstellt, wie auch das westlicher gelegene Terijoki (1948 umbenannt in Selenogorsk) mit dem ebenfalls neuen Kurortny rajon („Kurortrajon“). Im Mai 1959 wurden die beiden Rajons als Kurortny rajon mit Sitz in Sestrorezk als größtem Ort vereinigt; in dieser Form besteht der Rajon als Teil Sankt Petersburgs weitgehend bis heute (der westliche Teil war zwischen 1989 und 1994 nochmals vorübergehend als Selenogradski rajon eigenständig).
Während der Sowjetzeit entstand in Sestrorezk eine Reihe von Sanatorien und Erholungshäusern, in denen sich auch etliche prominente Personen behandeln ließen. Die ehemalige Waffenfabrik von Sestrorezk ist seit 1918 als „Sestrorezker Gerätewerk“ bekannt.

### Bevölkerungsentwicklung
| Jahr | Einwohner |
| ---- | --------- |
| 1926 | 11.025    |
| 1939 | 28.212    |
| 1959 | 25.205    |
| 1970 | 31.605    |
| 1979 | 29.441    |
| 1989 | 35.498    |
| 2002 | 40.287    |
| 2010 | 37.248    |

Anmerkung: Volkszählungsdaten

## Sehenswürdigkeiten
Zu den bekanntesten historischen Sehenswürdigkeiten von Sestrorezk gehören der Landschaftspark Dubki, der Anfang des 18. Jahrhunderts eine Sommerresidenz Peter des Großen beherbergte, sowie der städtische Friedhof mit einer Reihe von Gräbern bekannter Personen und einer Sammelbegräbnisstätte aus dem Zweiten Weltkrieg.

## Verkehr

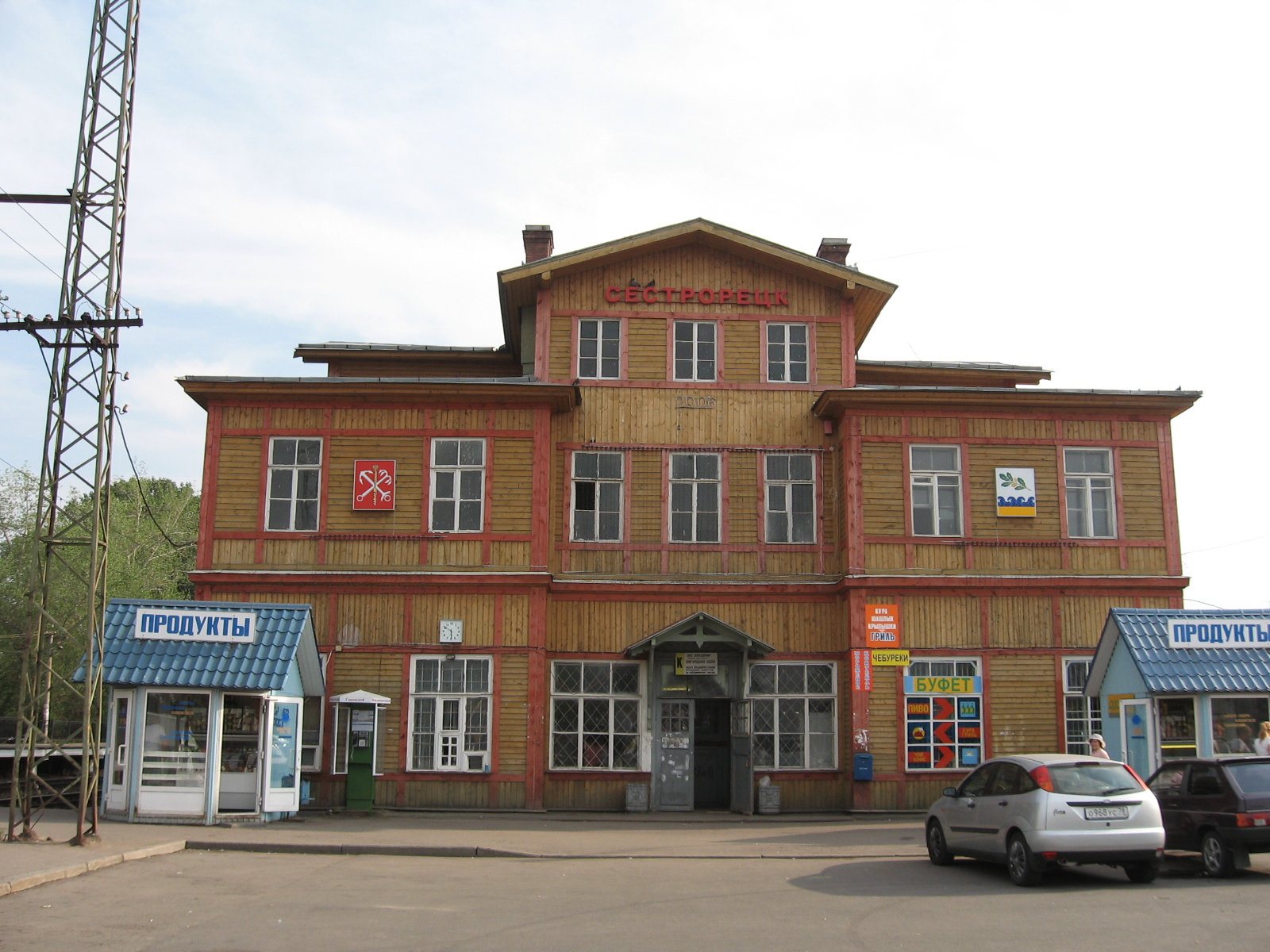
Der Bahnhof von Sestrorezk

Sestrorezk liegt an der Bahnstrecke Sankt Petersburg – Wyborg – Helsinki.
Von Sestrorezk gelangt man über den nördlichen Teil des Petersburger Damms über die Newabucht zur Inselstadt Kronstadt, der als Teil der Ringautobahn KAD gilt.

## Persönlichkeiten (Auswahl)
- Leonid Andrejew (1871–1919), Schriftsteller, lebte in Sestrorezk
- Juri Morosow (1934–2005), Fußballtrainer, liegt auf dem Sestrorezker Friedhof begraben
- Sergei Mossin (1849–1902), Waffenkonstrukteur; war Direktor der Sestrorezker Waffenfabrik und liegt auf dem Sestrorezker Friedhof begraben
- Alexander Panschin (1863–1904), Eisschnellläufer und Eiskunstläufer
- Michail Soschtschenko (1894–1958), Schriftsteller, lebte in Sestrorezk und liegt auf dem Sestrorezker Friedhof begraben
- Kornei Tschukowski (1882–1969), Dichter, lebte in Sestrorezk
- Nikolai Jemeljanow (1872–1958), russischer Revolutionär, geboren und gestorben in Sestrorezk